# Nikon D90
Nikon D90 – aparat należący do klasy średniej w segmencie lustrzanek cyfrowych (D-SLR) w formacie DX. Prezentacja produktu odbyła się 27 sierpnia 2008 podczas targów fotograficznych "Photokina – world of imaging". Jest to pierwsza lustrzanka cyfrowa klasy średniej, która potrafi nagrywać filmy w klasie HD. Aparat powstał jako następca D80. Nikon posłużył się ideą prosumpcji podczas tworzenia tego modelu. Aparat trafił pod koniec września do sprzedaży w Polsce.
W maju 2009 r. Nikon D90 wygrał TIPA European Photo & Imaging Award, w kategorii "Best D-SLR Advanced". W tym samym roku powstał Reverie, pierwszy w historii kina pełnometrażowy film, do którego wykonano zdjęcia w całości tym aparatem.

## Charakterystyka
Nikon D90 charakteryzuje się w stosunku do D80, wyższą rozdzielczością 12,3 (10,2 D80) megapikseli, większym wyświetlaczem 3″-LCD i posiadaniem funkcji Live-View. Jako aparat typu DSLR z funkcją nagrywania filmów oferuje jakość HD 720p z dźwiękiem typu mono, prędkość 24 klatki na sekundę. Maksymalna długość filmu jest uzależniona od rozdzielczości (5 do 20 minut).